# قضاء بيرين
قضاء بيرين قضاء في محافظة الزرقاء في الأردن ويتبع إداريا للواء قصبة الزرقاء ، وتعد بيرين البوابة الغربية لمحافظة الزرقاء . يضم قضاء بيرين مجلس بلدي واحد ومجموعة من القرى وهي :( أم رمانه، الكمشه، العالوك، صروت، مرحب، الميدان، الزهراء، رجم الشوك، الناصرية، المكمان، المسرة الشرقية، المسرة الغربية، الماخذات، الخلة، مقام عيسى، عين صابر، البيرة، الرياض، السحارة).